# トキリマメ
トキリマメ（吐切豆、学名: Rhynchosia acuminatifolia）はタンキリマメ属のつる性多年草。和名の語源は不明。別名、オオバタンキリマメ（大葉痰切豆）ともいい、葉形や豆果の大きさの違いがあるもののタンキリマメとよく似た種である。

## 形態・生態
つるは、巻き方向が左から右巻きに他の植物に絡みながら巻き付き、長さは10m近くまで伸びる。長く伸びると、上から下へぶら下がっていることも多い。つるとなる茎の表面には、全体に黄褐色の毛がまばらに生える。
葉は互生で、葉柄は長めで1つの葉柄に3つの小葉がつく。小葉は倒卵型で長さ6cm程度あり下半部が最も広く、葉先がかけて急に細くなってとがる。葉質は薄く、毛に覆われている。小葉の基部から3本の葉脈が真っ直ぐ伸び目立つ。タンキリマメとの違いは、葉先にかけて細くなるところと、葉を覆う毛がタンキリマメと比較して少ない点で区別できる。
花期は7 - 9月。総状花序で葉腋から出る。小さく長さ8mmほどの細長い筒状の形をした黄色い蝶型の花を5 - 20個 、密集するようにつけ、大きな旗弁が目立つ。
果実は豆果で、莢（さや）は細毛がつく扁平な長楕円形をしており、長さは2cmほどありタンキリマメよりやや大きい。晩秋に明るい赤色に熟し、莢の皮がだんだん乾いて薄くなり、のちに開裂する。莢の中には楕円形をした黒く光沢のある種子が2個入っており、莢が開裂したあとも莢の縁（縫合線）の上にぶら下がる。3葉のマメ科で2個の種子が入るのは、本種のトキリマメとタンキリマメの2種のみである。

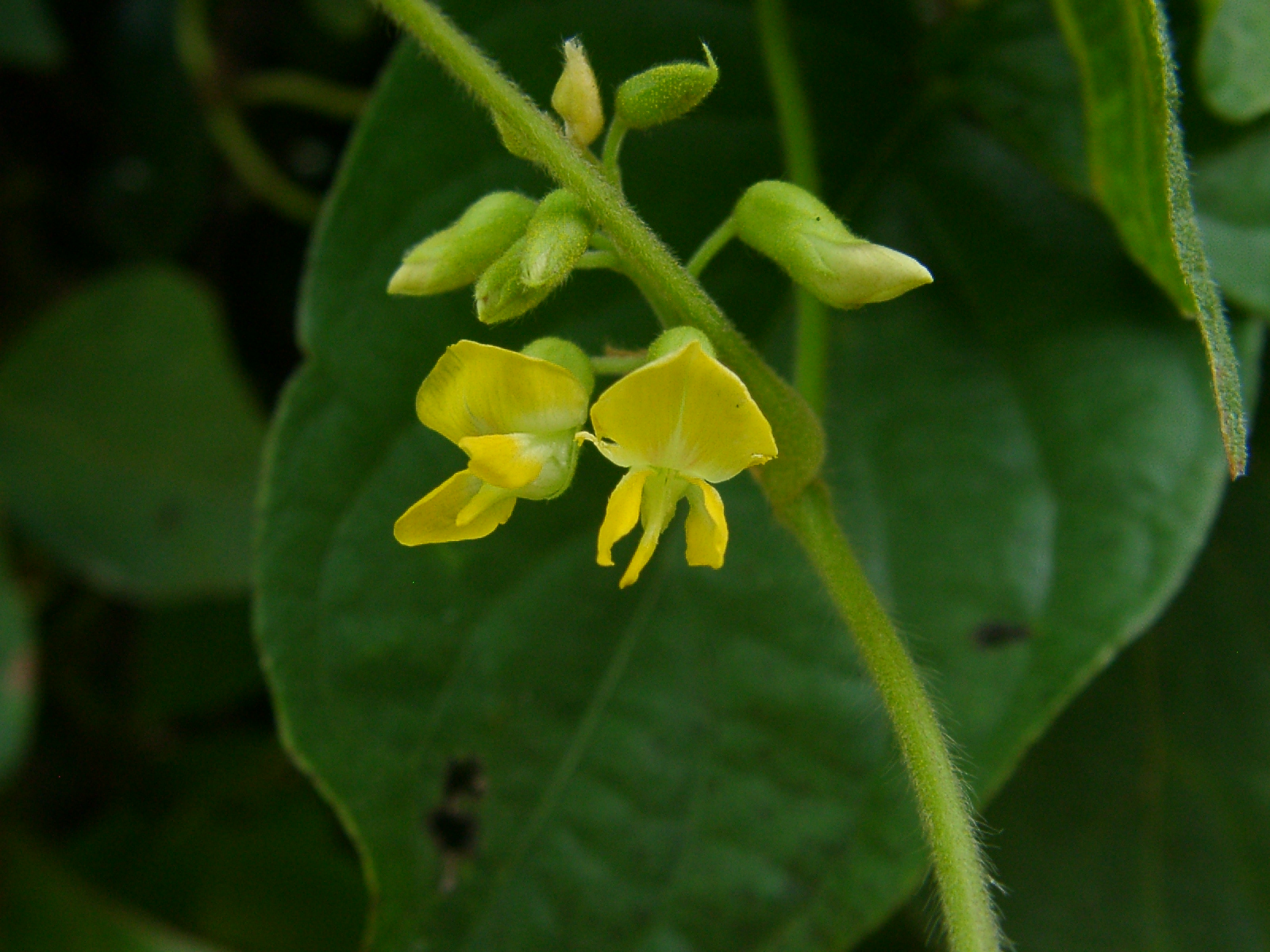
花
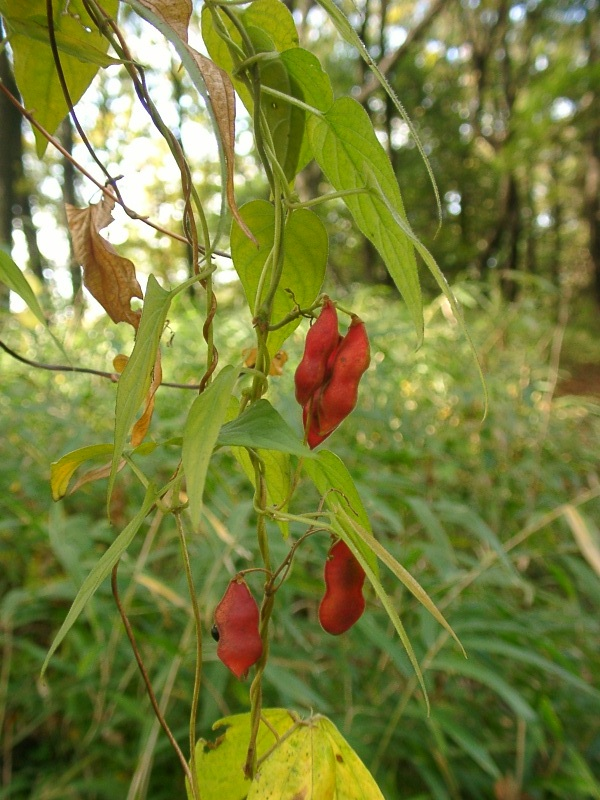
果実

## 分布
日本（本州の関東地方以西、四国、九州）に分布する。主に山野に生える 。